# Максимово (Иркутская область)
Макси́мово — деревня в Усть-Кутском районе Иркутской области. Расположена на правом берегу реки Куты (приток Лены) в 540 км от Иркутска и в 60 км от Усть-Кута. Население — 5 человек (2019). Число хозяйств — 3.
В деревне расположена метеорологическая станция. 
Деревня включена в проект районной программы о бесперспективных деревнях как подлежащий расселению.
Входит в Ручейское сельское поселение.

## Физико-географические характеристики

### Географическое положение
Максимово расположено на севере Иркутской области в северо-западной части Усть-Кутского района в среднем течении реки Кута (приток Лены) на правом берегу.
Расстояние:
- до посёлка Ручья (центра сельского поселения) по автомобильной дороге — 35 км, по воздуху — 30 км
- до города Усть-Кута (центра района) по автомобильной дороге — 95 км, по воздуху — 60 км.

### Часовой пояс
Максимово располагается в Иркутском часовом поясе: IRKT = UTC+8. Летнее время: IRKST = UTC+9. Разница во времени с Москвой — 5 часов: MSK +5.

### Климат
Климат деревни резко континентальный. Средняя темпаратура января −25°С, июля +17°С. Минимальная температура −58°С, максимальная (в тени) +42°С.
Годовое количество осадков 350 мм. В зимний период — в виде снега. В межсезонье (весной и осенью, а также в начале и конце лета) нередок град.
Территория села приравнена к районам Крайнего Севера.

### Рельеф и геологическое строение
Посёлок расположен на территории Лено-Ангарского плато, рельеф сильно расчлененный, абсолютные высоты местности достигают 700—800 м над уровнем моря.

### Почвенный покров
Почвы преимущественно дерново-карбонатные, дерново-подзолистые. Луговые и пойменные почвы средне- и легкосуглинистого механического состава. Долина реки заболочена.

## История
Имеются лишь некоторые сведения об истории деревни Максимово.
Во время Гражданской войны Максимово принимало участие в боях за Усть-Кут.
В феврале 1920 года, отступая после неудачной попытки взять Усть-Кут, в деревню прибыли прибыли белогвардейские отряды генерала Галкина и атамана Казакова. По предложению военно-революционного комитета, 27 февраля в Максимове прошли переговоры, по результатам которых белогвардейцы согласились сдать оружие в обмен на гарантии безопасности при передвижении в Иркутск. В плену у красной власти оказались около 1000 человек, однако Галкин и Казаков бежали, наняв проводника-эвенка.
Жители Максимова участвовали и в Великой Отечественной войне. В селе установлен обелиск памяти павших в боях.
В 1945 году расположенный в Максимове колхоз имени Ворошилова считался передовым в районе.

## Экономика
Большая часть населения занята в подсобном хозяйстве, на заготовке леса, и на метеостанции.

## Транспорт
Ближайшая железнодорожная станция — Ручей Восточно-Сибирской железной дороги.
Максимово связано с посёлком Ручьём и трассой Р419 автомобильной дорогой с гравийном покрытием (используется как лесовозная дорога). Постоянного автобусного сообщения нет.
Ближайший аэропорт — Усть-Кут. Расположен в 105 км (по автодороге).
Ближайший речной порт — Осетрово. Расположен в городе Усть-Куте.

## Связь
Спутниковый таксофон.
Ближайшее почтовое отделение находится в посёлке Ручье (666771).

## Социальная сфера
Учреждений социально-бытового обслуживания нет. Отсутствует магазин.
Ближайшие социально значимые объекты, в том числе основная школа, расположены в посёлке Бобровке в 10 км по берегу реки, 24 км по автодороге.